# Wegkreuz (Premich, Kreuzbergweg 1)

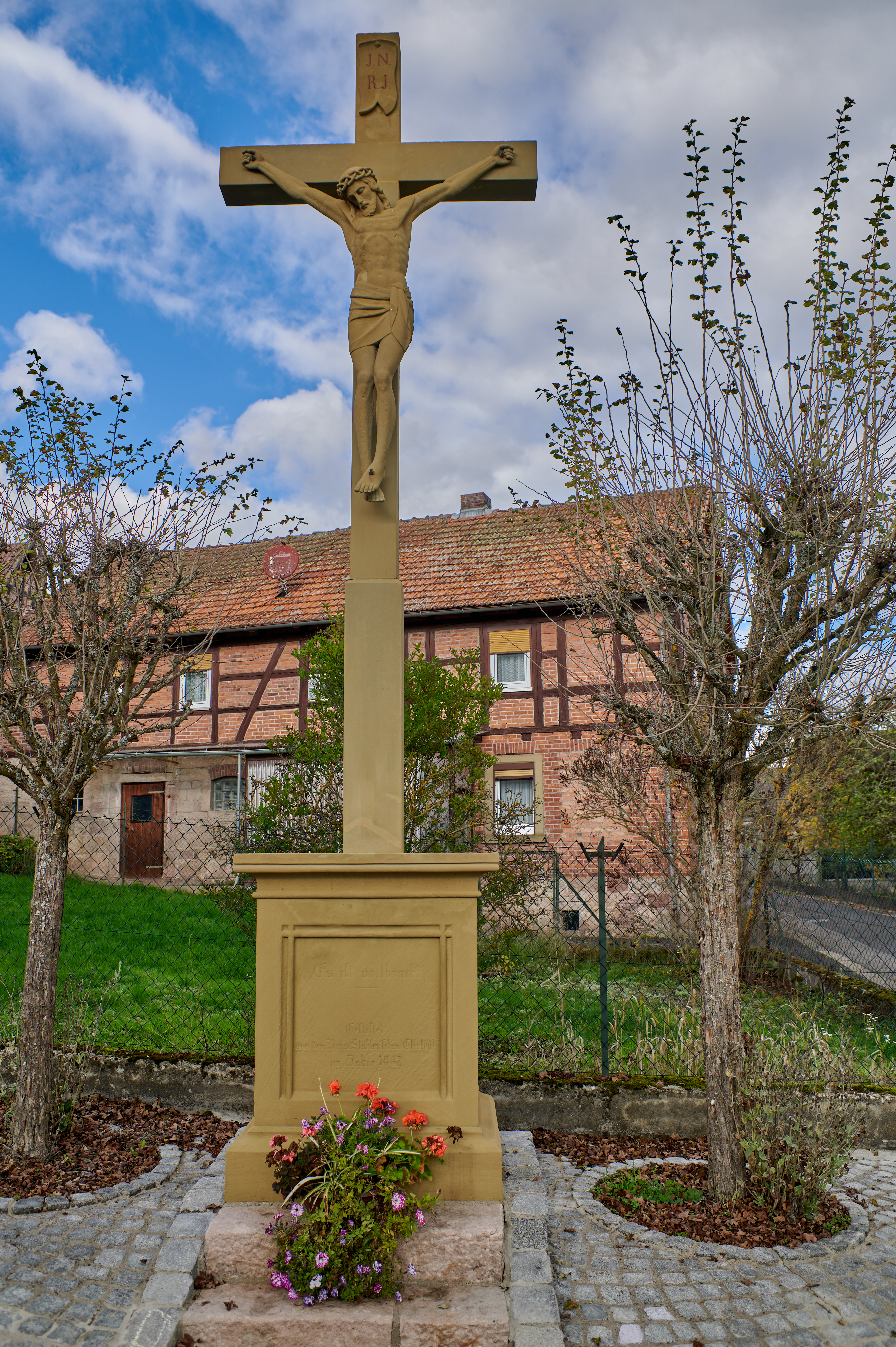
Wegkreuz in Premich, Kreuzbergweg 1

Das Wegkreuz Kreuzbergweg 1 befindet sich in Premich, einem Gemeindeteil des Marktes Burkardroth im unterfränkischen Landkreis Bad Kissingen im Kreuzbergweg 1.
Das Wegkreuz gehört zu den Baudenkmälern von Burkardroth und ist unter der Nummer D-6-72-117-49 in der Bayerischen Denkmalliste registriert.

## Beschreibung
Das etwa 450 cm hohe Wegkreuz besteht aus gelbem Sandstein und entstand im Jahr 1882.
Auf einem 35 cm hohen, aus fünf Teilen bestehenden Tischsockel befindet sich das Hochkreuz. Die 20 cm hohe Sockelplatte mit den Abmessungen 105 cm × 100 cm verengt sich gekehlt zum Sockelkörper hin auf 8 cm Höhe aus einem Querschnitt von 88 cm × 88 cm. Die Körperhöhe beträgt 78 cm.
Auf der Schauseite befindet sich in einem 68 cm × 68 cm großen Rahmen folgende Inschrift in gotischer Schrift:

„Es ist vollbracht!

Gestiftet

von den Pius Stühlerschen Eheleuten

im Jahr 1882“

Auf dem Sockelkörper befindet sich eine 17 cm hohe, profilierte Abschlussplatte (Wulst: 3 cm, Kehle: 7 cm, Plattenwulst: 3 cm, Fuge obere Platte: 4 cm, Plattenmaße oben: 102 cm × 97 cm). Dos Hochkreuz hat bis zum Querbalken eine Höhe von 3,20 m, Querschnitt 26,5 cm × 20 cm, Balken: 60 cm, INRI-Inschriftträger: H = 50 cm.
Das Hochkreuz wurde vermutlich von Bildhauer B. Brand aus Bad Kissingen gefertigt. Im Jahr 1990 wurde es von M. Keßler renoviert. Das Kreuz kommt als Altar bei Prozessionen an Fronleichnam- und Christi Himmelfahrt zum Einsatz.